# Rätten att älska (1956)
Rätten att älska är en svensk dramafilm från 1956 i regi av Mimi Pollak. I rollerna ses bland andra Stig Järrel, Märta Dorff och Pia Skoglund. Filmen var Pollaks första och enda långfilmsregi. Den var även den ena av två filmer att regisseras av kvinnor under 1950-talet; den andra var Barbro Bomans Det är aldrig för sent (1956).

## Handling
Docenten och läkaren Bernhard Borg är en förkämpe för den moderna sexualupplysningen. En som inte delar Borgs åsikter är hans fru Margareta. Trots oenigheten har de båda ett harmoniskt äktenskap i övrigt. En dag blir deras ena dotter Berit ofrivilligt med barn. Hon funderar på att göra abort, något som inte tolereras av fadern. Istället förbereder han dottern och hennes partner Arne för ett nytt liv tillsammans med det icke planerade barnet.

## Om filmen
Manuset skrevs av Sölve Cederstrand och Gösta Stevens. Medicinsk rådgivare var Malcolm Tottie. Harry Arnold komponerade musiken, Rune Ericson fotograferade och Lennart Wallén klippte. Produktionen gjordes av AB Europa Film och inspelningen ägde rum 1955 i bolagets studio i Sundbyberg. Filmen premiärvisades den 27 februari 1956 på biograf Grand i Eskilstuna. Stockholmspremiär på biograf Saga den 23 mars samma år. Den var vid premiären 79 minuter lång och tillåten från 11 år.
Rätten att älska hade ett tydligt sexualpolitiskt budskap. I filmens reklamblad kunde följande text läsas:
| ”                    | Den moderna sexualupplysningen beskylls ofta för att vilja göra människan till ett djur, som bara måste leva ut sina drifter. Ingenting kan vara felaktigare. Endast under hänsyn och ansvar får vi rätten att älska. Detta vill denna film försöka skildra. De citerade orden emanerar från lektor Torsten Wickbom i Katrineholm, den omtvistade, orädde och stridsglade mannen bakom skolornas sexualupplysning, och de kunde också vara mottot för filmen Rätten att älska. | „ |
| – Svensk Filmdatabas | |   |

Rätten att älska har visats i SVT, bland annat i juni 2020, i juni 2022 och i augusti 2024.

## Rollista
- Stig Järrel – Bernhard Borg, docent
- Märta Dorff – Margareta Borg, Bernhards fru
- Pia Skoglund – Berit Borg, deras dotter
- Ingemar Pallin – Lennart Borg, deras son
- Sten Gester – Arne Lindgren, studerande, Berits pojkvän
- Carin Cederlund – Lilly Sund, student
- Catrin Westerlund	– Ulla Winge, kontorist
- Anna-Lisa Baude – Maria Larsson, hembiträde
- Sven-Eric Gamble – Julle Larsson, Marias son
- Meg Westergren – Julles fästmö
- Max von Sydow – Bergman, kamrer
- Börje Mellvig – Wallin, pastor
- Hans Strååt – Söderberg, kyrkoherde
- Nancy Dalunde – förälder
- Eivor Landström – förälder
- Else Marie Lundin – förälder
- Gösta Prüzelius – förälder
- Torsten Lilliecrona – biologilärare
- Britta Brunius – daghemsföreståndare
- Åke Engerstedt – hallåman
- Helga Brofeldt – hyena
- Mona Geijer-Falkner – hyena
- Magnus Kesster – kommunalpamp
- Anna-Stina Wåglund – hans hustru